# Урульга (станція)
Урульга (рос. Урульга) — станція Читинського регіону Забайкальської залізниці Росії, розташована на дільниці Каримська — Куенга між станціями Тарська (відстань — 31 км) і Савинська (26 км). Відстань до ст. Каримська — 43 км, до ст. Куенга — 189 км; до транзитного пункту Бамівська — 938 км.
Відкрита 1889 року. Розташована в однойменному селі Каримського району Забайкальського краю.